# Biblioteca Augusto Stresser
A Biblioteca Augusto Stresser é uma biblioteca pública localizada na cidade de Curitiba, capital do estado do Paraná.
A “Augusto Stresser” tem como atual endereço o Parque São Lourenço e é ligada a Casa da Memória, órgão pertencente a Fundação Cultural de Curitiba.
A biblioteca possui, aproximadamente, 6.000 volumes e o seu acervo é formado por material e documentação, em grande parte, sobre artes em geral, desde artesanatos até artes plásticas.

## História
A biblioteca é uma homenagem ao compositor curitibano Augusto Stresser e foi inaugurada em meados da década de 1970 nas dependências do Teatro Paiol. Passados dez anos, a biblioteca foi transferida para o Centro de Criatividade de Curitiba, no Parque São Lourenço, aonde possui condições mais adequadas para abrigar todo o acervo.
Em 2010 várias bibliotecas mantidas pela prefeitura de Curitiba passaram a ser denominadas de Casa da Leitura como parte do programa “Curitiba Lê”, sendo assim, a Biblioteca Augusto Stresser passa a ser conhecida, também, como Casa da Leitura Augusto Stresser.